# Општина Беревоешти (Арђеш)
Беревоешти (рум. Berevoeşti) општина је у Румунији у округу Арђеш.
Oпштина се налази на надморској висини од 764 m.